# Sigma
Sigma (stgr. σῖγμα, nwgr. σίγμα, pisana Σ, σ lub ς) – osiemnasta litera współczesnego alfabetu greckiego, przy czym „Σ” to majuskuła, „σ” to minuskuła stosowana na początku lub w środku wyrazu, „ς” zaś na jego końcu. W dawnym greckim systemie liczbowym używano jej również do oznaczania liczby 200. Zwłaszcza w starych tekstach występują alternatywne formy „Ϲ, ϲ, Ͻ, ͻ”.

## Użycie jako symbolu

### Σ
- Sumowanie np. {\displaystyle \sum _{i=1}^{7}i} oznacza {\displaystyle 1+2+3+4+5+6+7} (sumowanie wartości wyrażenia dla każdego {\displaystyle i\in [1;7]\cap \mathbb {Z} })
- Σ – hiperon

### σ
- Konduktywność
- Odchylenie standardowe
- Punkt kluczowy w teorii H-J
- Najmniejsze σ-ciało zawierające dany zbiór
- Przekrój czynny
- W mechanice – Naprężenie
- W chemii – typ wiązania – wiązanie czołowe σ, napięcie powierzchniowe
- W biologii molekularnej – model replikacji kolistej cząsteczki DNA, składający się z następujących faz:
  - Nacięcie jednej z nici.
  - Dobudowywanie nukleotydów Do powstałego wolnego końca 3'. Wolny koniec 5' wraz z przesuwaniem się widełek replikacyjnych oddysocjowuje.
  - Widełki replikacyjne mogą obiec genom kilka razy. W tym przypadku oprócz kolistej cząsteczki powstaje również długa cząstka „konkatamer” zawierająca kilkakrotnie powtórzony genom.
  - Do cząstki z wolnym końcem 5' może być dosyntetyzowana nić komplementarna.
- Funkcja σ
- Sylaba

Model sigma (od kształtu σ, jaki przybiera cząstka w czasie replikacji) prowadzi do szybkiego powstania ogromnej ilości cząstek potomnych. Z tego względu nie występuje on dla genomów bakterii ani organelli komórkowych. W ten sposób replikują się niektóre wirusy, np. bakteriofagi: λ, ΦX174, MB.

## Kodowanie
W Unicode litera jest zakodowana:
| Znak | Unicode | Kod HTML                         | Nazwa unikodowa                | Nazwa polska                     |
| ---- | ------- | -------------------------------- | ------------------------------ | -------------------------------- |
| Σ    | U+03A3  | &Sigma; lub &#x03A3; lub &#931;  | GREEK CAPITAL LETTER SIGMA     | wielka litera grecka sigma       |
| σ    | U+03C3  | &sigma; lub &#x03C3; lub &#963;  | GREEK SMALL LETTER SIGMA       | mała litera grecka sigma         |
| ς    | U+03C2  | &sigmaf; lub &#x03C2; lub &#962; | GREEK SMALL LETTER FINAL SIGMA | mała litera grecka sigma końcowa |

W LaTeX-u używa się znacznika:
| Znak                       | LaTeX     |
| -------------------------- | --------- |
| {\displaystyle \Sigma }    | \Sigma    |
| {\displaystyle \sigma }    | \sigma    |
| {\displaystyle \varsigma } | \varsigma |